# Pietro Carmine

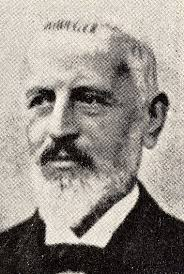
Pietro Carmine

Pietro Carmine (* 13. November 1841 in Camparada; † 10. Juli 1913 in Mailand) war ein  italienischer Ingenieur und Politiker.

## Leben
Carmine studierte das Ingenieurwesen. 1882 wurde er in die Camera dei deputati gewählt, wo er sich der liberal-konservativen Gruppe anschloss. Von März bis Juli 1896 war er unter di Rudini Minister der Posten und Telegraphen, vom Mai 1899 bis Juni 1900 unter Pelloux Finanzminister und danach Minister für öffentliche Arbeiten in der Regierung Sonnino. Von 1902 bis 1913 war er der Vorsitzende des Mailänder Provinzrates, von 1910 bis 1913 war er Vizepräsident der Camera dei deputati.
Er veröffentlichte in der Nuova Antologia Aufsätze über Eisenbahnfragen.